# Matthias Iannacone
Matthias Iannacone (2 maart 1984) is een voormalige Belgische doelman.

## Carrière
Iannacone is een jeugdproduct van RAEC Bergen. Op 4 mei 2003 maakte hij zijn officiële debuut in het eerste elftal van de club: in de competitiewedstrijd tegen KSC Lokeren (0-0) kwam hij in de slotfase de geblesseerde Kris Van De Putte vervangen. Een week later kreeg hij van trainer Marc Grosjean een basisplaats tegen Germinal Beerschot, maar in de 56e minuut kreeg hij bij een 1-0-achterstand een rode kaart. Op de slotspeeldag kreeg hij opnieuw een basisplaats, Bergen verloor deze wedstrijd tegen La Louvière met 1-0 na een doelpunt van Alan Haydock. Op het einde van het seizoen 2002/03 verlengde hij zijn contract bij Bergen met twee jaar.
Hij speelde nadien nog voor Francs Borains, SC Paturages en FC Harchies-Bernissart. Later hield hij een café open in Bergen.

## Trivia
- Hij is de zoon van Michel Iannacone, die als keeperstrainer werkte bij onder andere RAEC Bergen (2003-2009), Sporting Charleroi (2009-2019), AFC Tubize (2019) en Al-Ahly (2019-heden).